# Tungpungligga nekrofilhormormonromantikmanikernas nymfparaskitfåni (future Widescreen)
Tungpungligga nekrofilhormormonromantikmanikernas nymfparaskitfåni (future Widescreen) är det femte studioalbumet av den svenska metalbandet Skitarg. Albumet fanns tillgänglig för förköp från den 9 september 2024 och släpptes officiellt den 16 september samma år. Den 13 september 2024 uppträdde bandet med låtar från albumet på Debaser Strand i Stockholm.